# Miklós Takács
Miklós Antal Imre Takács de Saár (Szombathely, 1906 - Szombathely, 1967) fue un silvicultor y político socialdemócrata húngaro, y miembro de la familia Takács de Saár.
Takács fue un colaborador cercano a Anna Kéthly y, como tal, fue encarcelado por los comunistas. Participó en la Revolución húngara de 1956 por lo cual fue otra vez detenido y torturado.
Su nieto es el conde Miklós Cseszneky.